# Malinsko
Malinsko är ett samhälle i Montenegro. Det ligger i den centrala delen av landet. Malinsko ligger 1 312 meter över havet och antalet invånare är 168.
Terrängen runt Malinsko är lite bergig. Närmaste större samhälle är Šavnik, 5,7 km väster om Malinsko. Trakten runt Malinsko består till största delen av jordbruksmark och på bergen skog.